# Emily Schmeller
Emily Schmeller (* 1992 in Bayern) ist eine deutsch-schweizerische Schauspielerin, Drehbuchautorin und Film- und Fernsehproduzentin.

## Leben
Emily Schmeller wuchs in München und Österreich auf. Sie wurde von 2013 bis 2015 am Schauspielhaus Salzburg ausgebildet und belegte danach Theaterklassen, unter anderem in Los Angeles bei Ivana Chubbuck.
Auf der Bühne war sie unter anderem in Die Hexenjagd am Schauspielhaus Salzburg zu sehen. Ihr Fernsehdebüt hatte sie 2015 mit einer Episodenhauptrolle in SOKO Kitzbühel. Seitdem steht sie regelmäßig vor der Kamera.
Seit 2020 produziert und schreibt Schmeller eigene Filme. Ihr erster Kurzfilm CARE:Y wurde bei den Indie Shorts Awards Cannes und Zeitimpuls Vienna nominiert. Im Jahr 2024 wurde die von ihr geschriebene Mini-Serie Der kleine Tod, in der sie die Hauptrolle spielt, beim Streamingdienst Joyn veröffentlicht.

## Auszeichnungen
- 2016 Startstipendium für darstellende Kunst des Bundeskanzleramtes Österreich[3]

## Filmografie als Darstellerin (Auswahl)
- 2016: Soko Kitzbühel (Fernsehserie, 1 Folge)
- 2018: Angst (Miniserie)
- 2018: Du bist nicht allein
- 2021: Black (Kurzfilm, auch Drehbuch)
- 2022: Watzmann ermittelt (Fernsehserie, 1 Folge)
- 2023: Die Bergretter (Fernsehserie, 1 Folge)
- 2024: SOKO Stuttgart (Fernsehserie, 1 Folge)
- 2024: Der kleine Tod (Miniserie, auch Drehbuch und Executive Producer)